# Tumidiclava subcaudata
Tumidiclava subcaudata är en stekelart som beskrevs av Novicki 1936. Tumidiclava subcaudata ingår i släktet Tumidiclava och familjen hårstrimsteklar.
Artens utbredningsområde är:
- Ungern.
- Polen.
- Ukraina.

Inga underarter finns listade i Catalogue of Life.